# جيريمي هاردي
جيريمي هاردي (بالإنجليزية: Jeremy Hardy)‏ هو كاتب سيناريو وكاتب وممثل بريطاني، ولد في 17 يوليو 1961 في فارنبوروغ في المملكة المتحدة، وتوفي في 1 فبراير 2019 بسبب سرطان. من الجوائز التي نالها Edinburgh Comedy Awards ‏ سنة 1988.

## جوائز
- Edinburgh Comedy Awards [الإنجليزية]‏ (1988)

## وصلات خارجية
- الموقع الرسمي
- جيريمي هاردي على موقع IMDb (الإنجليزية)
- جيريمي هاردي على موقع ميوزك برينز (الإنجليزية)
- جيريمي هاردي على موقع ديسكوغز (الإنجليزية)
- جيريمي هاردي على موقع قاعدة بيانات الفيلم (الإنجليزية)